# Jack DeJohnette

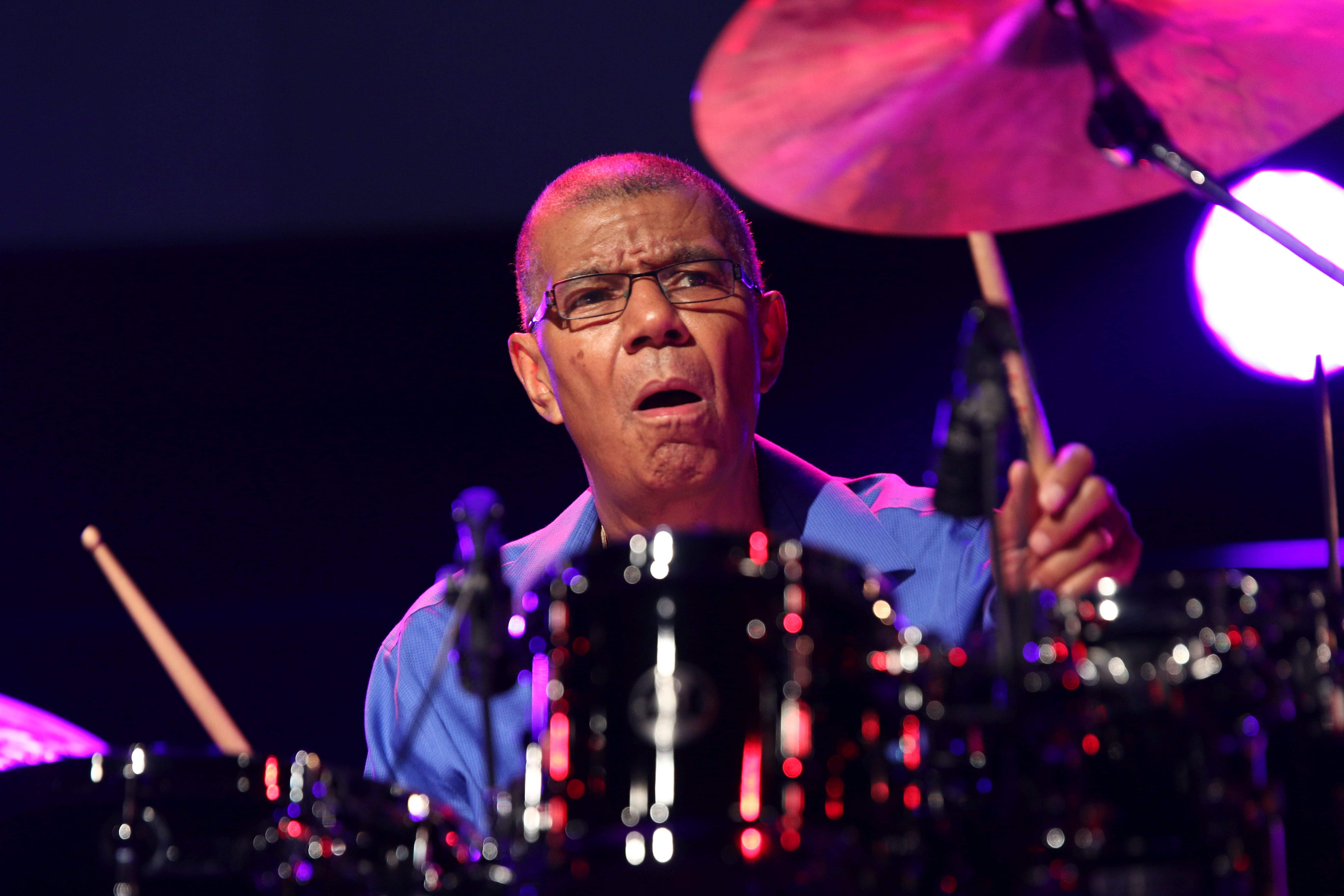
Jack DeJohnette (2015)

Jack DeJohnette (* 9. August 1942 in Chicago, Illinois) ist ein US-amerikanischer Jazz-Schlagzeuger und Pianist.

## Leben und Wirken
Jack DeJohnette erhielt vom vierten bis zum vierzehnten Lebensjahr Klavierunterricht und wechselte auf der Highschool ans Schlagzeug; sein musikalisches Vorbild war damals Max Roach. Er studierte am American Conservatory of Music in Chicago. In seinen Chicagoer Anfangsjahren spielte er in einem breiten musikalischen Spektrum, von Rhythm and Blues bis zu Free Jazz. 1966 zog er nach New York und begleitete den Organisten John Patton, arbeitete mit Jackie McLean und begleitete die Sängerinnen Betty Carter und Abbey Lincoln. Von 1966 bis 1969 war er an der Seite von Keith Jarrett Mitglied des Charles-Lloyd-Quartetts, was ihn international bekannt machte. Lloyds Gruppe war die erste Jazzband, die auch vor einem Rock-Publikum spielte; mit ihr reiste DeJohnette mehrmals nach Europa sowie in den Fernen Osten. Außerdem trat er in dieser Zeit mit John Coltrane, Thelonious Monk, Freddie Hubbard, Stan Getz, Chick Corea und Keith Jarrett auf, sowie mit Bill Evans (mit letzterem beim Montreux Jazz Festival 1968). Seit dieser Zeit ist er einer der einflussreichsten Jazz-Schlagzeuger.
Nachdem er bereits im November 1968 bei einigen Sessions mit Miles Davis gespielt hatte (so bei den Titeln „Directions 1“ und „2“ sowie „Ascent“, später erschienen auf dem Album Directions), wurde er im Sommer 1969 Mitglied der Miles Davis-Band, wo er Tony Williams ersetzte und an den Aufnahmen für das epochale Werk Bitches Brew mitwirkte. Im April und Juni 1970 trat er mit Davis in Fillmore West in San Francisco sowie im Fillmore East in New York auf. DeJohnette blieb – mit Unterbrechungen – bis Juni 1972 (zu den Aufnahmen von On the Corner) in der Davis-Band, als er von Al Foster abgelöst wurde. Damals leitete er auch eigene Formationen und spielte dabei außer Schlagzeug auch Melodica, Piano, Clavinet und Orgel. Auch holte ihn Miroslav Vitouš zu seinem Album Infinite Search.
Nach dem Ausscheiden bei Miles Davis gründete er die Fusion-Band Compost. In den 1970er Jahren war Jack DeJohnette ein vielgefragter Sideman bei zahlreichen ECM-Sessions; ab 1976 entstanden eine Reihe von Alben unter eigenem Namen auf dem Münchener Label, beginnend mit Untitled seiner Directions, einem Quintett mit dem Gitarristen John Abercrombie, der ihn für das im gleichen Jahr erscheinende Solo-Album Pictures bei der Hälfte der Stücke begleitete, auf der DeJohnette auch Orgel und Klavier spielt. DeJohnette wirkte (neben Dave Holland) bei dessen Trio Gateway mit, und auch bei den "New Directions" (1978–79) ist Abercrombie wieder dabei, neben Lester Bowie und Eddie Gomez. In diesen Jahren ist DeJohnette u. a. auch an Aufnahmen von Terje Rypdal, John Surman, Kenny Wheeler und Jan Garbarek beteiligt. 1979 entstand dann Jack DeJohnette's Special Edition, zunächst mit David Murray und Arthur Blythe, dann John Purcell und Chico Freeman an den Saxophonen, am Bass Peter Warren oder Rufus Reid, wobei diese Quartettkonstellation manchmal erweitert wurde.
Martin Kunzler erwähnt in seinem Lexikonartikel die „ungewöhnliche Ensemble-Virtuosität mit verschiedenem Stilmaterial“. Seine Alben Special Edition und Album Album wurden beim Down Beat Leser-Poll zum Album des Jahres gewählt.
Mit Irresistible Forces (1987) verjüngte er seine Special Edition mit Musikern, die mit M-Base assoziiert werden: Greg Osby, Gary Thomas, Lonnie Plaxico, 1990 noch der Pianist Michael Cain, der dem Gitarristen Mick Goodrick in der Formation folgte. Cain beteiligte sich in den folgenden Jahren auch bei anderen Projekten DeJohnettes, bei denen er sich zunehmend Weltmusik und New Age zuwendete. So spielte er nicht nur ein klassisches Klaviertrio-Album ein (The Jack DeJohnette Piano Album, 1985), sondern auch Aufnahmen allein mit Synthesizer und Perkussion, die ihm eine Grammy-Nominierung und einen Preis als Bestes New Age Album des Jahres (Peace Time, 2009) einbrachten. Mit der (nur) nominierten Music in the Key of Om und der Duo-Einspielung Music from the Hearts of the Masters mit dem westafrikanischen Kora-Spieler Foday Musa Suso begründete er 2005 gleichzeitig sein eigenes, unabhängiges Label Golden Beams Productions.
Ab Anfang der 1980er Jahre war er Schlagzeuger des Keith Jarrett Trios (mit Gary Peacock am Bass). Daneben ist die Zusammenarbeit mit Pat Metheny (80/81 und Song X mit Ornette Coleman) zu nennen, sowie die mit Michael Brecker, auf dessen erster Aufnahme (unter eigenem Namen, 1986) wie der letzten vor dessen Tod DeJohnette beteiligt war (Pilgrimage, 2007). Außerdem hat er seit Ende der 80er Jahre bis 2000 auf fünf Alben Sonny Rollins begleitet.
Jack DeJohnette folgt im Stil den beiden großen Schlagzeugern der 1960er, Tony Williams und Elvin Jones, wobei er es schafft, Elemente des Free Jazz mit dem Rhythmusgefühl des R&B zu verbinden. Ian Carr zählte ihn zu den begabtesten Schlagzeugern des modernen Jazz; Richard Cook und Brian Morton bemerkten 2001, dass DeJohnette Ray Brown, Milt Hinton und Billy Higgins den Rang des meist aufgenommenen Jazzmusikers abgelaufen hätte. Er gilt auch als profunder Komponist; zu seinen Werken gehören „Ahmad the Terrible“, „Ebony“, „Herbie's Hand Cocked“, „Indigo Dreamscapes“, „Irresistible Forces“, „Jack In“, „Lydia“ und „Milton“.
2016 listete ihn der Rolling Stone auf Rang 40 der 100 größten Schlagzeuger aller Zeiten.

## Auswahldiskographie

### Als Leader
- The DeJohnette Complex (Milestone, 1968)
- Have You Heard (Milestone, 1970)
- Sorcery (Prestige, 1974)
- Cosmic Chicken (Prestige, 1975)
- Untitled (ECM, 1976) Jack DeJohnette's Directions mit John Abercrombie und Alex Foster
- Pictures (ECM, 1976) Soli und Duos mit John Abercrombie
- New Rags (ECM, 1977) Directions
- New Directions (ECM, 1978) mit Lester Bowie, John Abercrombie und Eddie Gomez
- Jack DeJohnette's Special Edition (ECM, 1980) mit David Murray und Arthur Blythe
- New Directions in Europe (ECM, 1980)
- Tin Can Alley (ECM 1982) Special Edition mit Chico Freeman, John Purcell
- Inflation Blues (ECM, 1983) Special Edition mit Baikida Carroll als Gast
- Album Album (ECM, 1984) Special Edition mit David Murray, John Purcell und Howard Johnson
- The Jack DeJohnette Piano Album (Landmark, 1985)
- Irresistible Forces (Impulse!/MCA, 1987) Special Edition mit Greg Osby, Gary Thomas, Lonnie Plaxico, Mick Goodrick und Naná Vasconcelos
- Audio-Visualscapes (Impulse!/MCA, 1988) Special Edition
- Zebra (MCA, 1989) JDJ nur Synthesizer im Duo mit Lester Bowie
- Parallel Realities (MCA, 1990) Trio mit Pat Metheny und Herbie Hancock
- Earth Walk (Blue Note, 1991) mit Osby, Thomas, Plaxico und Michael Cain
- Music for the Fifth World (Manhattan, 1993) mit Vernon Reid und John Scofield
- Extra Special Edition (Blue Note, 1995) mit Bobby McFerrin
- Dancing with Nature Spirits (ECM, 1995) Trio mit Michael Cain und Steve Gorn
- Oneness (ECM, 1997)
- Music in the Key of OM (Golden Beams, 2005) Solo, Grammy-Nominierung als „Bestes New Age Album“
- Hybrids (2005) The Ripple Effect mit John Surman, Ben Surman und Foday Musa Suso
- The Elephant Sleeps but Still Remembers (Golden Beams, 2006) Trio mit Bill Frisell und Ben Surman
- Peace Time (Now Forward, 2008) Solo, Grammy 2009 als „Bestes New Age Album“
- Music We Are (Golden Beams, 2009) mit Danilo Pérez und John Patitucci
- Live at Yoshi's 2010 (Golden Beams, 2011) with Rudresh Mahanthappa, David Fiuczynski, George Colligan and Jerome Harris
- Sound Travels (Golden Beams/eOne, 2012)
- Made in Chicago (ECM, 2015), mit Muhal Richard Abrams, Roscoe Mitchell, Henry Threadgill, Larry Gray
- In Movement (ECM, 2016), mit Ravi Coltrane und Matthew Garrison
- Hudson (2017), mit Larry Grenadier, John Medeski und John Scofield

### Als Co-Leader
- Mit Keith Jarrett: Ruta and Daitya (ECM, 1972)
- Gateway (Trio mit John Abercrombie und Dave Holland): Gateway (ECM, 1975), Gateway II (ECM, 1977), Homecoming (ECM, 1995), In the Moment (ECM, 1996)
- Mit David Murray: In Our Style (DIW, 1986)
- Mit John Surman: Invisible Nature (ECM, 2000)
- Mit Foday Musa Suso: Music from the Hearts of the Masters (Golden Beams, 2005)
- Trio Beyond (mit Larry Goldings und John Scofield): Saudades (ECM, 2006)
- Mit Danilo Pérez und John Patitucci: Music We Are (Golden Beams, 2009)
- The Super Premium Band (Trio mit Kenny Barron und Ron Carter): Sounds of New York (Eastwind, 2011)
- Wadada Leo Smith,  Jack DeJohnette & Vijay Iyer A Love Sonnet for Billie Holiday (TUM, 2021)
- Benjamin Koppel, Kenny Werner, Scott Colley, Jack DeJohnette: The Art of the Quartet (2021)

### Als Sideman
- Charles Lloyd: Forest Flower (1966)
- Miles Davis: Bitches Brew (August 1969); Live-Evil (Dezember 1970)
- John Abercrombie: Timeless (1974), Night (1984)
- Kenny Wheeler: Gnu High (1975)
- Gary Peacock: Tales of Another (1977)
- Pat Metheny: 80/81 (1980)
- Joanne Brackeen: Special Identity (1981)
- Keith Jarrett: Standards Vol. I and II (1983); Changes (1983); Standards Live (1985); Still Live (1986); Changeless (1987); The Cure (1990); Bye Bye Blackbird (1991); Tokyo ’96 (1998); After the Fall (1998), Whisper Not (1999), Inside Out (2000), Always Let Me Go (2001); Up for It (2002), Somewhere (2009)
- Pat Metheny/Ornette Coleman: Song X (1985)
- Gordon Beck: For Evans Sake (1991)
- Michael Brecker: Michael Brecker (1987); Tales from the Hudson (1996); Pilgrimage (2007)
- Dave Holland, Steve Coleman, Jack DeJohnette: Triplicate (1988)
- Lyle Mays: Fictionary (1993)
- Herbie Hancock: The New Standard (1996)
- Anouar Brahem: Blue Maqams (2017)
- Ethan Iverson: Every Note Is True (2022)
- McCoy Tyner & Joe Henderson: Forces to Nature: Live at Slugs’ (1966/2024)

## Lexigraphische Einträge
- Ian Carr, Digby Fairweather, Brian Priestley: Rough Guide Jazz. Der ultimative Führer zum Jazz. 1800 Bands und Künstler von den Anfängen bis heute. 2., erweiterte und aktualisierte Auflage. Metzler, Stuttgart/Weimar 2004, ISBN 3-476-01892-X.
- Richard Cook, Brian Morton: The Penguin Guide to Jazz on CD. 6. Auflage. Penguin, London 2002, ISBN 0-14-051521-6.
- Leonard Feather, Ira Gitler: The Biographical Encyclopedia of Jazz. Oxford University Press, New York 1999, ISBN 0-19-532000-X.
- Wolf Kampmann (Hrsg.), unter Mitarbeit von Ekkehard Jost: Reclams Jazzlexikon. Reclam, Stuttgart 2003, ISBN 3-15-010528-5.
- Martin Kunzler: Jazzlexikon. Reinbek, Rowohlt, 1988

## Auszeichnungen
- Grammy Awards:
  - 2009: Bestes New-Age-Album
  - 2011 erhielt er das Jazz Masters Fellowship der staatlichen NEA-Stiftung.